# جون لي (لاعب كرة قدم أمريكية)
جون لي هو لاعب كرة قدم أمريكية كوري جنوبي، ولد في 19 مايو 1964 في سول في كوريا الجنوبية.

## وصلات خارجية
- جون لي على موقع مرجع كرة القدم المحترفة.كوم (الإنجليزية)